# ادبیات کردی
ادبیات کردی (به کردی: وێژەی کوردی) به نوشته‌ها، سروده‌ها و داستان‌های نوشتاری یا شفاهی گفته می‌شود که به گویش‌های زبان کردی مانند کلهری-پهله‌ای، سورانی، لکی، کرمانجی، زازاکی و هورامی-گورانی بیان شده‌اند. ادبیات مکتوب کردی نو به گویش گورانی بیش از هزار سال و به گویش‌های کرمانجی و سورانی چندصد سال قدمت دارد و قدمت برخی سروده‌ها، مانند دفاتر اولیه سرانجام، تا هزار و دویست سال هم تخمین زده شده است. با این وجود کُردها دارای ادبیات شفاهی وسیعی نیز هستند. از بزرگان ادبیات مکتوب کلاسیک کردی می‌توان به جزیری، احمد خانی، نالی، مولوی کرد، خان منصور و شاکه، غلامرضا ارکوازی و مستوره اردلان اشاره کرد. در دوران معاصر ادبیات کُردی رشد قابل توجهی داشته و آثار متعدد و برجسته‌ای در قالب‌های مدرن همچون رمان، شعر نو، داستان کوتاه، نمایشنامه و … به گویش‌های مختلف کُردی از قبیل سورانی، کرمانجی، هورامی، کلهری و لکی تولیده شده است. از میان معاصران هم می‌توان به شیرکو بی‌کس، بختیار علی، عبدالله پشیو، شیرزاد حسن، هژار، هیمن، محمد اوزون، شیخموس داغتکین، سعید عبادتیان و … اشاره کرد. به‌طور کلی آثار شعر کردی در طول تاریخ بسیار زیادتر از آثار نثر کردی است.

## ادبیات کلاسیک گورانی
با وجود تفاوت‌های زبان‌شناختی زبان‌های کردی و گویش گورانی، نوشته‌های گورانی در بیشتر منابع به عنوان بخشی از ادبیات کردی یاد شده‌اند. البته باید در نظر گرفت که در تمامی فرهنگ‌ها ادبیات فصیح با زبان محاوره‌ای متفاوت بوده (برای مثال عربی فصیح و عربی محاوره‌ای)، همین مورد در رابطه با «گویشِ ادبیِ گورانی» نیز صدق می‌کند که در حقیقت گویشی است که صرفاً جهت سرودن شعر به کار رفته و شعرا نیز عموماً با همین نام به آن اشاره کرده‌اند. گویش‌های سورانی، لکی، کلهری و هورامی در پدید آمدن این گویش ادبی نقش داشته‌اند، که البته به لحاظ لغت بیشتر تکیه بر گویش هورامی دارد. جدا از ساختِ زبانی، باید خاطر نشان کرد که ساختارِ ادبی این گویش بر وزن نوع بلندِ «ده‌هجایی»(۵+۵) بوده و به کاری‌گیری این وزن مختص به فرهنگ کُردی است.
مردم بومی و شاعران کلاسیک برای نوشته‌های ادبی و منظومه‌های گورانی که به وزن هجایی سروده شده‌اند، همواره از لغت یا لسان یا لفظِ «کُردی» استفاده کرده‌اند و آن را بخشی از ادبیات کُردی دانسته‌اند. بخشی از قدیمی‌ترین آثار مکتوب در ادبیات گورانی سروده‌های دینی یارسان هستند که به گویش گورانی سروده شده‌اند. اشعار حماسی همچون شاهنامه کردی از آثاریست که به گورانی (یا هورامی) سروده شده است. همچنین بخش زیادی از ادبیات گورانی را منظومه‌های بلند تشکیل می‌دهند که عمدتاً مضمونی عاشقانه یا حماسی دارند و سرایندهٔ برخی از آن‌ها، مانند برزونامه (متفاوت است با برزونامه فارسی) ناشناخته مانده است.
همان‌طور که شاعران کُرد این منظومه‌ها اشاره کرده‌اند، آثار آنها ترجمه‌هایی عموماً آزاد از منظومه‌های فارسی به زبان کُردی بوده که علت آن را نیز قابل فهم کردن این متون برای مردم کُرد زبان دانسته‌اند.
گورانی و هورامی تا ابتدای سدهٔ نوزدهم در دربار اردلان و تا ابتدای سدهٔ بیستم در جنوب کردستان زبان رایج ادبی محسوب می‌شد. بخش اعظم ادبیات دینی یارسان به گورانی (و در کنار آن سورانی و فارسی) نگارش شده و گورانی زبان آیینی یارسان به‌شمار می‌آید. از بزرگان ادب هورامی می‌توان بیسارانی، صیدی و مولوی کرد را نام برد.
لازم است ذکر شود کردها و گورانی‌ها مایلند زبان گورانی را گویشی از زبان‌های کردی بشمارند و برخی زبان‌شناسان (مانند فردیناند هنربیخلر، شیهاالسلامی، حسن‌پور، ارانسکی و خزنه‌دار) هم این دیدگاه را تأیید می‌کنند.
ولی تفاوت‌های زبان‌های زازا-گورانی و زبان‌های کردی بسیار زیاد است و برخی زبانشناسان گورانی را به عنوان گویشی کردی طبقه‌بندی نمی‌کنند. به ویژه مک‌کنزی از طرفداران این دیدگاه به‌شمار می‌رود. برخی هم، مانند چمن‌آرا، آن را نه زبانی برای گفتگو بلکه زبان ادبی برساخته ساکنان زاگرس می‌داند.

## ادبیات کرمانجی

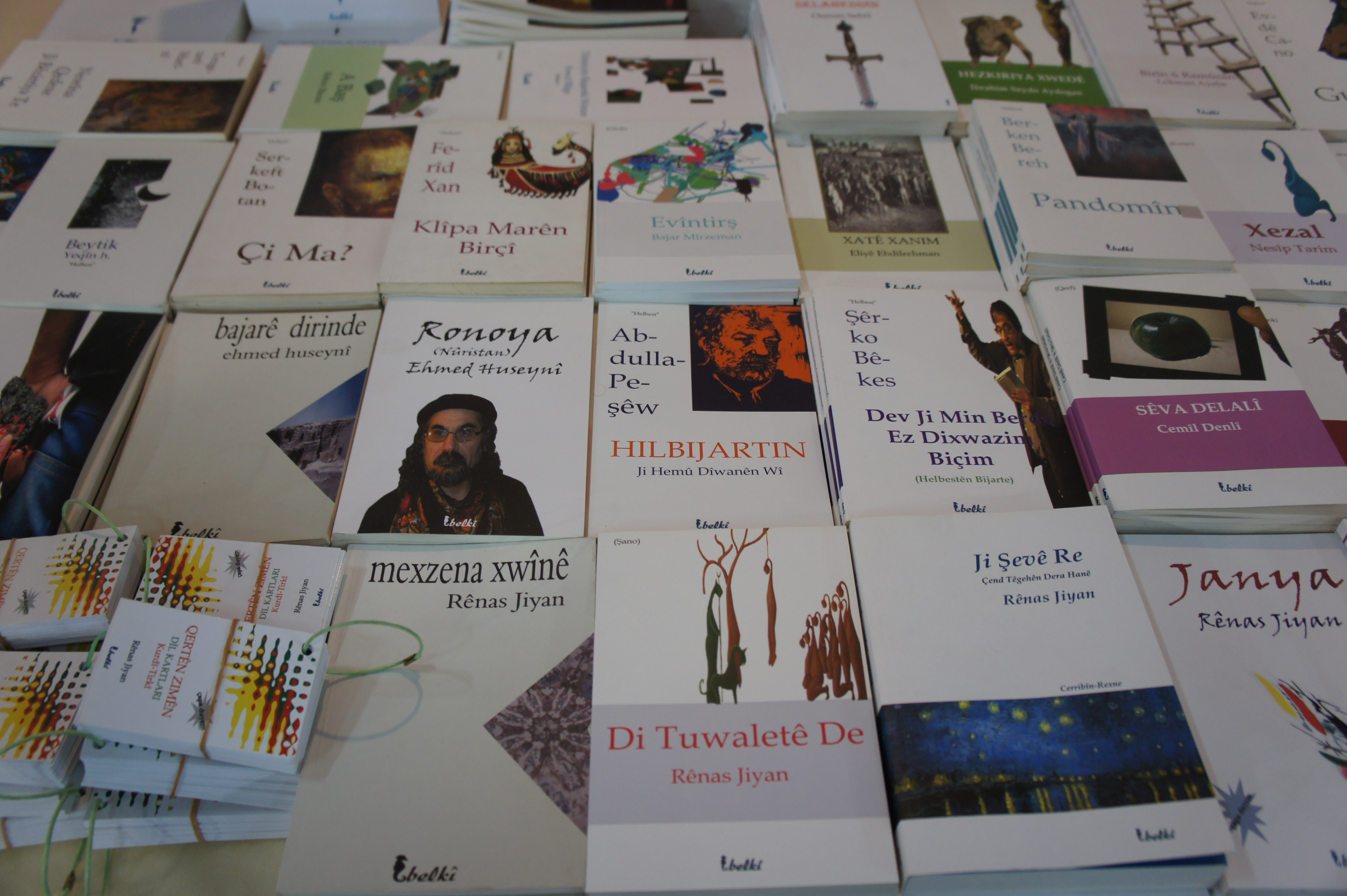
کتابهای یک نمایشگاه کتاب کردی در دیاربکر در سال ۲۰۱۲

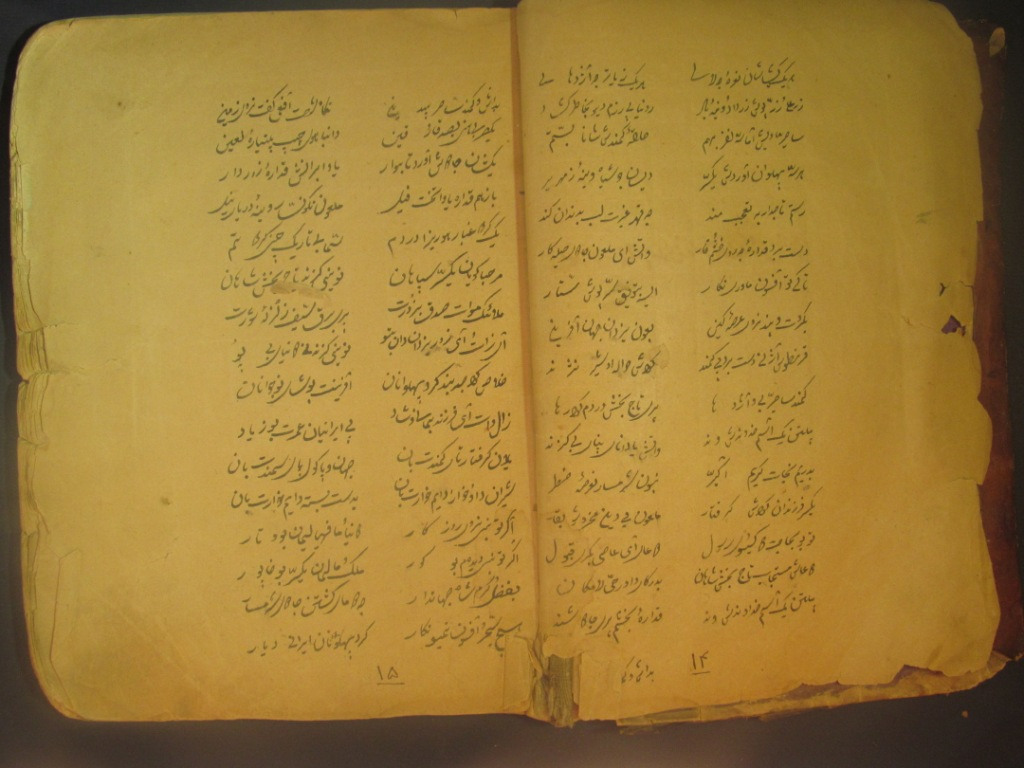
تصویری از یک نسخه خطی شاهنامه کردی

متون مقدس آیین یزیدی مانند مصحف رش از قدیمی‌ترین نوشته‌های کرمانجی به‌شمار می‌روند، که در حدود سده دوازده میلادی با رسم‌الخط مخصوص یزیدیان نوشته شده است
. طلوع و رشد ادبیات کرمانجی را می‌توان همزمان با ملای جزیری و علی حریری دانست. غزل‌های جزیری از مشهورترین نمونه‌های غزل کرمانجی‌اند. دامنه اشعار این گویش با کارهای فقی طیران و احمد خانی گسترده شد. احمد خانی علاوه بر نگارش مم و زین غزل‌هابی هم سروده که بازیل نیکیتین آن‌ها را هم طراز اشعار مولانا می‌داند. شاعران دیگری همچون سیاهپوش و ملای باته‌ای از مشاهیر ادب کلاسیک کرمانجی هستند. از معاصرانی که به این گویش نوشته‌اند، می‌توان جگرخون و جان دوست را نام برد. از جمله نثرنویسان کرمانجی پیش از سده بیستم می‌توان علی تره‌ماخی در سده ۱۶ (نویسنده صرف کرمانجی)، ملای ارواسی در سده ۱۸ و ۱۹ (نویسنده طب) و ملا محمود بایزیدی (نویسنده داستان و مترجم) و ملا موسی حکاری در سده ۱۹ (نویسنده داستان) را نام برد.

## ادبیات کردی جنوبی
تا اوایل سدهٔ هجدهم میلادی متنی به گویش کردی جنوبی در دسترس نیست و سرایندگان جنوب کردستان برای سرایش از زبان گورانی استفاده می‌کردند. در آن غلامرضا ارکوازی، الماس خان کندوله‌ای، خانا قبادی و … از شاعرانی هستند که در سده‌های هفتم تا هجدهم در منطقهٔ جنوب کردستان ظهور کرده‌اند و همگی آثار خود را به زبان گورانی نوشته‌اند. زبان گورانی تا ابتدای سدهٔ بیستم کماکان زبان ادبی رایج در جنوب کردستان باقی می‌ماند و از این تاریخ به بعد به تدریج جای خود را به کردی جنوبی و لهجه‌های گوناگون آن می‌دهد.

قدیمی‌ترین متنی که تاکنون به گویش کردی جنوبی به دست آمده، نثری کوتاه در رابطه با موسیقی دینی یارسان است که به نام نویسنده‌اش نسخهٔ شیخ حاتم نامگذاری شده و در سال ۱۸۱۲ نوشته شده است. در زمینهٔ نظم نیز از ابتدای قرن هجدهم با ظهور خان منصور و شاکه سرایش شعر به کردی جنوبی نیز به صورت آمیخته با کردی گورانی آغاز شده است، هرچند در آن زمان هنوز تا تبدیل آن به یک سنت ادبی راه زیادی باقی مانده‌بود.
از دههٔ ۱۹۹۰ حرکت نوینی در حوزهٔ کُردی جنوبی آغاز شده و شاعرانی همچون شامی کرمانشاهی، پرتو کرمانشاهی، محمد قبادی، ناهید محمدی، کرمرضا کرمی، سعید عبادتیان، علیرضا خانی، فریاد شیری و ولی محمد امیدی، رضا جمشیدی، علی الفتی، رضا موزونی، ئێحسان نه‌جه‌فی، جلیل آهنگرنژاد، علی سهامی، بابک دولتی، بهروز یاسمی، ظاهر سارایی، نوشین حاتمی، حمدالله لطفی، زهرا درویشی و سمیه صفری آثار قابل توجهی به کردی جنوبی خلق کرده‌اند.
همچنین نویسندگان و شاعران آثاری را در حوزهٔ ادبیات کودک به گویش کردی جنوبی خلق کرده‌اند. رضا موزونی با ۱۰ شعر کودکانه در انتهای مجموعه شعر «یهٔ شه‌و ئه‌گه‌ر بچیدن» در سال ۱۳۸۱ نخستین بار اشعار کودکان به کردی جنوبی را به صورت مکتوب منتشر کرد. وی سپس در اسفند ۱۳۸۳ با انتشار «میمیگه جاڕووبه‌رقی» سرودن شعر برای کودکان به این گویش را ادامه داد. در ایلام نیز مصطفی بیگی به سرودن شعر برای کودکان به کردی جنوبی دست زد. علاوه بر انتشار چند کتاب کودک به کردی جنوبی، تأسیس دبیرخانهٔ دائمی یک جشنوارهٔ تخصصی شعر کودک کُردی در شهرستان ایوان با عنوان جشنوارهٔ «مناڵ و مه‌لۊچگ» در اوایل سال ۱۳۹۲ سبب گرایش بیشتر به ادبیات کودک در حوزهٔ کردی جنوبی شد. نخستین دورهٔ این جشنواره در پاییز ۱۳۹۲ و چهارمین دورهٔ آن در ۱۳۹۹ برگزار شد. شاعران و نویسندگانی مانند میثم خورانی، کیومرث بلده، لیلی جعفری، جمشیر ویسی، مجتبی کارخواهی، زهرا مرادپور، سارو خسروی، محمد مرادی نصاری، سالار شیرزادی، احمد بسیاطی، مهناز مرادی، سمیه فلاحی، داریوش همتی و … در زمینهٔ ادبیات کودک به گویش کردی جنوبی آثاری را منتشر ساخته‌اند.

## ادبیات سورانی

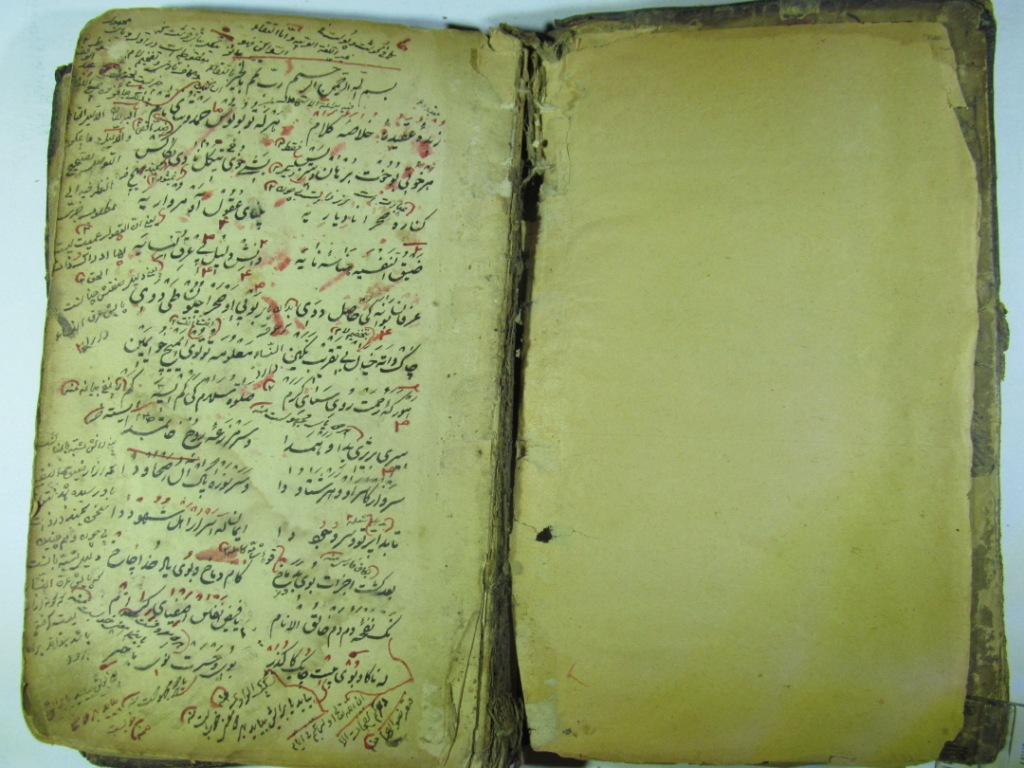
تصویری از یک نسخه خطی عقیده مرضیه به کردی میانی (سورانی) نوشته مولوی کرد

اگرچه اشعار سورانی پیش از نالی نایاب نیستند و کسانی چون ابن حاج، احمد کور مکریانی، ایل بگی جاف یا از کردهای یارسان، مثل عابدین جاف، هم شعر سورانی دارند، اما طلیعه مکتب شعری سورانی را می‌توان همزمان با نشر اشعار نالی، غزلسرای نامدار کرد، در ابتدای قرن ۱۹ دانست. هم‌زمان با او شاعرانی چون کُردی و سالم شعر سورانی می‌نوشتند. در همین دوره مولانا خالد شهرزوری و شیخ طه نهری و پس از آن‌ها شیخ حسن قاضی نثر سورانی را گسترش داند. پس از این دوره شعرایی چون حاجی قادر کویی، محوی، وفایی، ناری، حریقی و ماموستا قانع بیشتر بر دامنه ادب سورانی افزودند. حسن قزلجی و ابراهیم احمد از اولین کسانی بودند که به گویش سورانی داستان‌نویسی کردند. عبدالله گوران شعر نو کردی را پایه‌گذاری نمود. هژار شاعر، مترجم و فرهنگ نویس، هیمن شاعر، بختیار علی داستان‌نویس، شیرکو بیکس و عبدالله پشیو از دیگر شخصیت‌های مهم سده بیستم ادبیات سورانی هستند.